# Dülmener Pferd
Das Dülmener Pferd, auch Dülmener Wildpferd, ist eine Ponyrasse, die überwiegend in Dülmen in Westfalen im Merfelder Bruch, einem rund 350 Hektar großen Naturschutzgebiet, lebt. In dem auch als Wildpferdebahn bezeichneten, eingefriedeten Gebiet leben etwa 300 bis 400 Pferde weitgehend unbeeinflusst vom Menschen. Außerhalb des Geländes lebende Pferde werden nicht als Dülmener Wildpferd, sondern als Dülmener bezeichnet. Die zu den ältesten deutschen Pferderassen zählenden und ursprünglich Dülmener Brücher genannten Pferde werden seit Februar 1994 auf der Roten Liste der gefährdeten Nutztierrassen der GEH geführt und sind in die Gefährdungskategorie I, also als extrem gefährdet, eingestuft. Das Dülmener Pferd wurde von der Gesellschaft zur Erhaltung alter und gefährdeter Haustierrassen (GEH) zur „Gefährdeten Nutztierrasse des Jahres“ 2014 erklärt.
Das Dülmener Pferd ist aus biologischer Sicht kein Wildpferd. Die Namensgebung bezieht sich auf die halbwilde Lebensweise.
Hintergrundinformationen zur Pferdebewertung und -zucht finden sich unter: Exterieur, Interieur und Pferdezucht.

## Exterieur

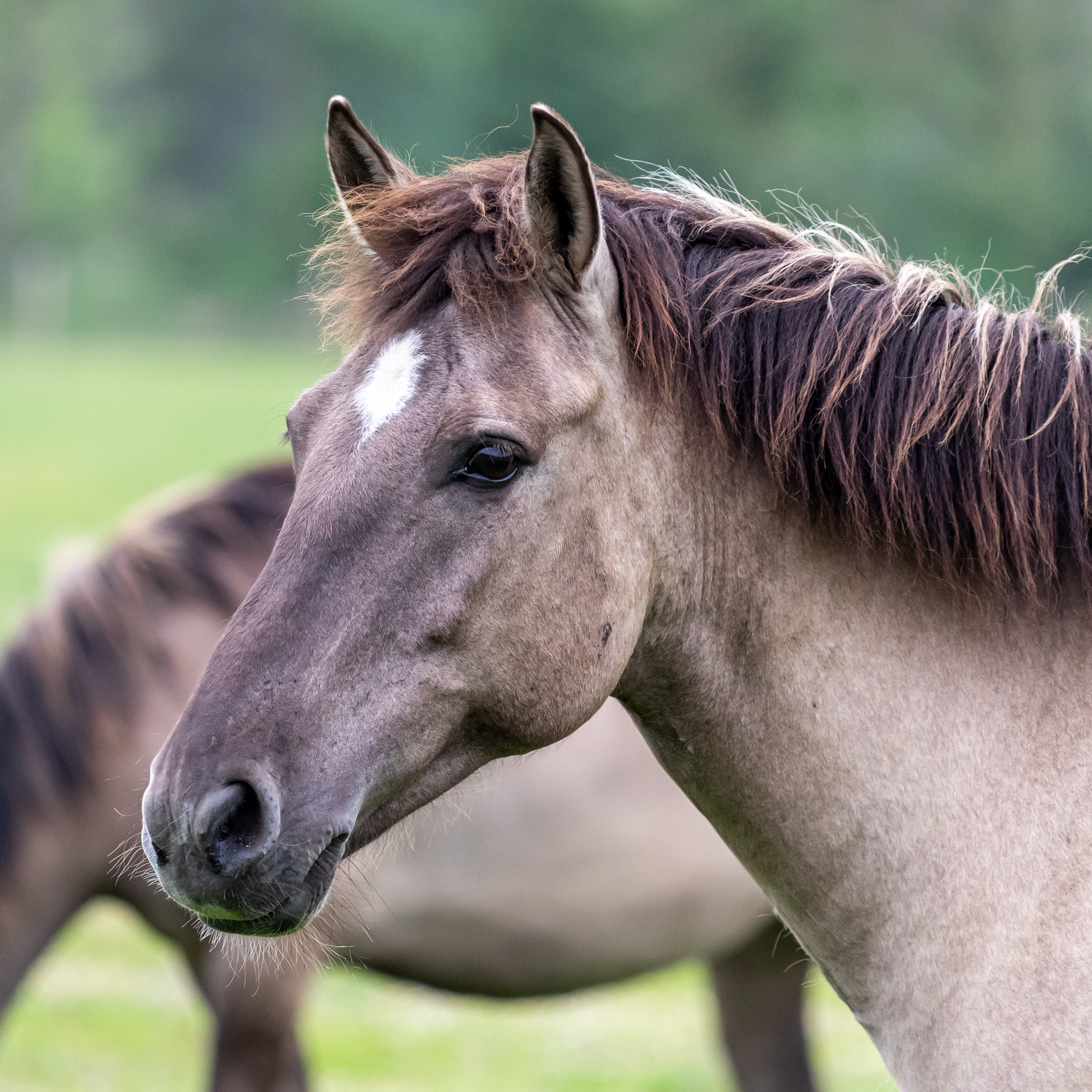
Kopfstudie eines Dülmener Pferdes im Merfelder Bruch, Dülmen

Das Dülmener Pferd ist eine ursprünglich aussehende, unveredelte, kalibrige Pferderasse mittlerer Größe und ansprechenden Exterieurs, die im Typ an die britischen Native Ponys erinnert.
Der mittelgroße, recht zierliche und ponytypische Kopf ist mit einer breiten Stirn, offenen, lebendigen Augen und kurzen, spitz zulaufenden Ponyohren versehen. Der Nasenrücken verläuft gerade oder leicht konkav. Der ausreichend lange, leicht gebogener Hals, mitunter mit einem leichten Unterhals, ist gut auf den wohlgeformten, schräg gelagerten Schultern aufgesetzt. Der Rumpf weist ein rechteckiges Format auf. An den wenig ausgeprägten Widerrist schließt sich ein kräftig bemuskelter, elastischer Rücken mit muskulöser Lende und guter, aber relativ stark abfallender Kruppe mit tiefen Schweifansatz an. Generell ist die Hinterhand muskulös und gut entwickelt, ab und an sind die hinteren Gliedmaßen kuhhessig gestellt. Die trockenen, harten Extremitäten weisen deutlich markierte Gelenke und Sehnen sowie nicht zu stark ausgeprägte Fesseln und stabile Röhrbeine mit circa 16 bis 19 cm Umfang auf. Die Hufe sind klein, ausgesprochen hart und rundlich geformt. Die Dülmener und ihre Nachkommen haben einen ausgeprägten Kötenbehang. Auch ihr Mähnen- und Schweifhaar ist sehr stark ausgeprägt. Während der Wintermonate entwickeln Rassevertreter ein sehr dichtes und dickes Winterfell.
Das Stockmaß des Dülmener Pferds soll laut Rassestandard zwischen 125 und 135 cm liegen.

### Farbgebung
Es kommen Falben in allen Schattierungen, aber gelegentlich auch andere Farben bis auf Schimmel vor. Füchse sind sehr selten. Weiße Abzeichen sind unerwünscht. Die dominierenden Farbschläge sind
- ein dunkelbrauner Typ mit Mehlmaul und aufgehellten Bereichen an den Innenseiten der Gliedmaßen und am Bauch, der in der Regel etwas feingliedriger gebaut ist, ein geringeres Stockmaß ausweist und an das Exmoor-Pony erinnert
- ein mausfalber Typ mit dem für Wildpferde typischen Aalstrich von der Mähne bis zum Schweif, an dessen Beinen es zu dunklen Streifen kommen kann, die an ein Zebra erinnern – eine Wildzeichnung, die auch oft bei Fjordpferden und anderen falben Pferderassen vorkommt, beim Dülmener aber ein Erbteil des Koniks ist
- ein gelb- bis braunfalber Typ, der ebenfalls oftmals den Aalstrich und die Zebrierung an den Beinen zeigt

Aufgrund der bisherigen Zucht dominieren aber die beiden letztgenannten graufalben und braunfalben Typen mit Aalstrich und selten einem Schulterkreuz.

## Mechanik
Im Allgemeinen ist der Bewegungsablauf des Dülmeners energisch und fördernd, herausstechend ist das hervorragende Galoppier- und Springvermögen.

## Interieur
Die Tiere gelten als ausgesprochen robust, hart und widerstandsfähig. Daneben sind sie sehr genügsam, wetterhart und gute Futterverwerter. Des Weiteren zeichnen sich Rassevertreter durch ihre Fruchtbarkeit und Langlebigkeit aus. Sie können in ganzjähriger Offenstallhaltung leben und brauchen keinen wertvollen Weidegrund.
Charakterlich sind Dülmener temperamentvoll, dabei aber ausgeglichen, gutmütig, charakterstark, zuverlässig und freundlich. Bei entsprechender Behandlung sind die intelligenten und gelehrigen Pferde ausgesprochen lernfähig und leistungsvermögend.
Verwendung fand die Pferderasse früher als williges Zugpferd in Kleinbetrieben. Heutzutage sind ihre Einsatzgebiete als vielfältiges Kleinpferd insbesondere der (Kinder-)Reit-, aber auch Fahrsport sowie Gelände- und Distanzritte. Ferner eignen sie sich auch zum therapeutischen Reiten.
Der spätreife Dülmener wird frühestens erst als Dreijähriger eingefahren und nicht bevor er das vierte Lebensjahr erreicht hat, eingeritten.

## Zuchtgeschichte

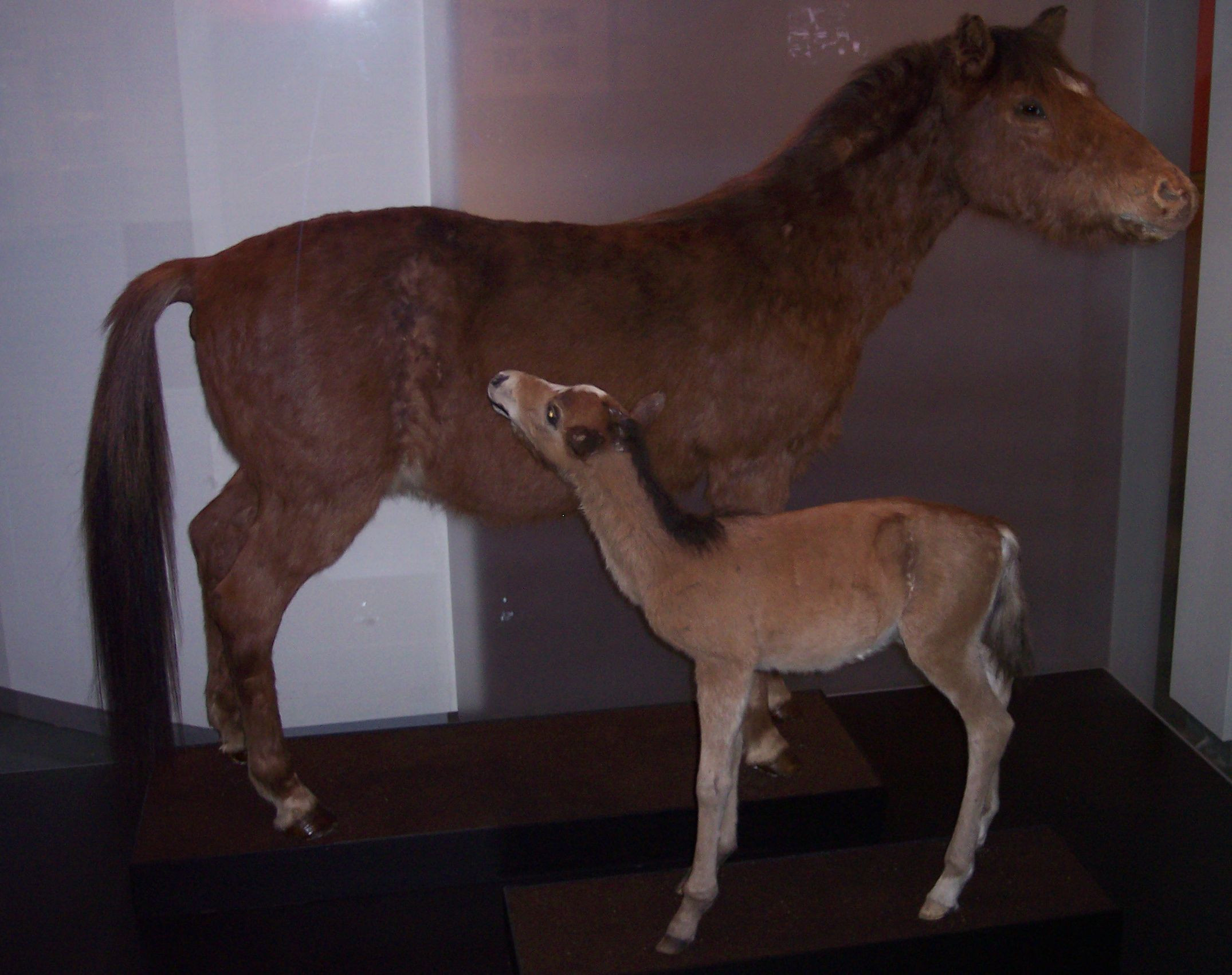
Emscherbrücher Pferde waren Basis der Zucht, das Bild zeigt zwei Präparate des LWL-Museums für Naturkunde

Die erste urkundliche Erwähnung der Dülmener Pferde stammt aus dem Jahre 1316, als sich Herrman de Merfeld und Johannes de Lette das Recht auf die Jagd, den Fischfang und die wilden Pferde im Merfelder Bruch sicherten. Es ist allerdings davon auszugehen, dass bereits lange vorher Bestände wild lebender Pferde im Merfelder Bruch existierten, denn ähnlich wie in anderen Regionen Westfalens lebten die Pferde der lokalen Bevölkerung das ganze Jahr über und sich selbst überlassen auf Gemeinschaftsgründen, auf den Ackerbau und Weidewirtschaft aufgrund des hohen Grundwasserspiegels nicht möglich waren.
Zu den in der Wildbahn lebenden Pferden mischten sich über die Jahrhunderte entlaufene Tiere durchziehender Völker und später auch heimischer Bauern sowie Kriegsrosse.
In der Folge des Reichsdeputationshauptschlusses erlangten die Herzöge von Croÿ den Besitz des Merfelder Bruchs im Jahr 1813. Zwei Jahre darauf wurde Westfalen auf Beschluss des Wiener Kongresses preußisch. Im Zuge der Preußischen Reformen kam es ab 1817 dazu, dass die Allmenden aufgehoben und der Grundbesitz stattdessen auf gesetzlicher Grundlage aufgeteilt werden konnte. Genau dies beantragte der Herzog von Croÿ im Jahr 1840 für die Allmendegründe, die bis dahin von circa 90 Bauern und Köttern genutzt wurden. Im Zuge der bis um 1850 andauernden Teilung der Mark erhielt die Familie von Croÿ in etwa 500 Hektar Land, auf dem die Bauern ihre Pferde ab dann nicht mehr weiden lassen konnten.
Durch fortschreitende landwirtschaftliche Intensivierung bisher kaum genutzter Gegenden im 19. Jahrhundert, beispielsweise durch das Trockenlegen von Niedermooren und Auen, schränkte man den Lebensraum für wilde Pferde immer mehr ein. Vermutlich wären auch die Dülmener Pferde nicht zu erhalten gewesen, wenn nicht Alfred von Croÿ 1847 zwanzig wildlebende Pferde hätte einfangen lassen und auf dem 132 Morgen (33 Hektar) großen Gelände im Merfelder Bruch ein Wildbahngestüt mit dem Namen Wildpferdebahn für ihre Erhaltung gesorgt hätte. Hinzu kam der gesamte Restbestand von 200 Emscherbrücher Pferden, der nach der Auflösung der dortigen Wildbahn entlang der Emscher zwischen Waltrop und Bottrop eingefangen und nach Dülmen gebracht wurde. Die rasche Vermehrung der Pferdeherde brachte nach und nach eine Ausweitung des Gebiets auf seinen heutigen Stand von rund 360 Hektar mit sich.
Während der ersten 100 Jahre nach der Errichtung der Merfelder Wildbahn entwickelte sich die Population überwiegend ohne Eingriffe des Menschen. Aus diesem Grund waren die Dülmener Pferde in der ersten Hälfte des 20. Jahrhunderts weniger einheitlich und kamen in verschiedenen Farben und mit verschiedenen Abzeichen vor.
Um die Folgen möglicher Inzucht bei diesem ursprünglich sehr kleinen Bestand zu minimieren und in der Absicht, die Rasse dem Zuchtziel entsprechend als kleine Pferderasse zu erhalten, wurde nach dem Ersten Weltkrieg mit der Einzüchtung von anderen Ponyrassen begonnen. Anfänglich verwendete man bis zum Jahr 1939 Welsh-Pony-Hengste der Sektionen A und B, welche vermutlich auch Arabische Vollblüter unter ihren Vorfahren hatten. Die Resultate waren jedoch ernüchternd, da die Nachfahren weniger genügsam und zäh waren. Zudem traten vermehrt weiße Abzeichen am Kopf und an den Gliedmaßen auf, die unerwünscht waren, weil diese weißen Fellzeichnungen als untypisch für die „Wildpferde“ galten.
Um diese unerwünschte Entwicklung zu verhindern, konzentrierte man sich auf die Erhaltung des Wildpferdecharakters. So wurden nach dem Zweiten Weltkrieg ausschließlich Hengste ursprünglicher Rassen eingekreuzt, etwa Ponys aus der Mongolei und aus Exmoor sowie Huzulen.
Bedeutenden Einfluss auf die Konsolidierung der Rasse, auch bezüglich der Fellfarbe, hatte der Einsatz polnischer Koniks. 1957 erwarb die Gestütsverwaltung den Hengst Nougat XII mit einem Stockmaß von 132 cm, der aus dem polnischen Tarpan-Rückzüchtungsprogramm in Popielno stammte und bis 1963 in der dülmener Zucht wirkte. Auch weitere Koniks aus derselben Zuchtstätte fanden als Deckhengste Verwendung.
Noch Ende der 1960er Jahre kamen unterschiedliche Farben häufig vor. Auch weiße Abzeichen traten gelegentlich auf. Da seit 1984 nur noch graufalbe Hengste eingekreuzt werden, hat diese Farbe im Bestand stark zugenommen.

## Lebensweise und Haltung

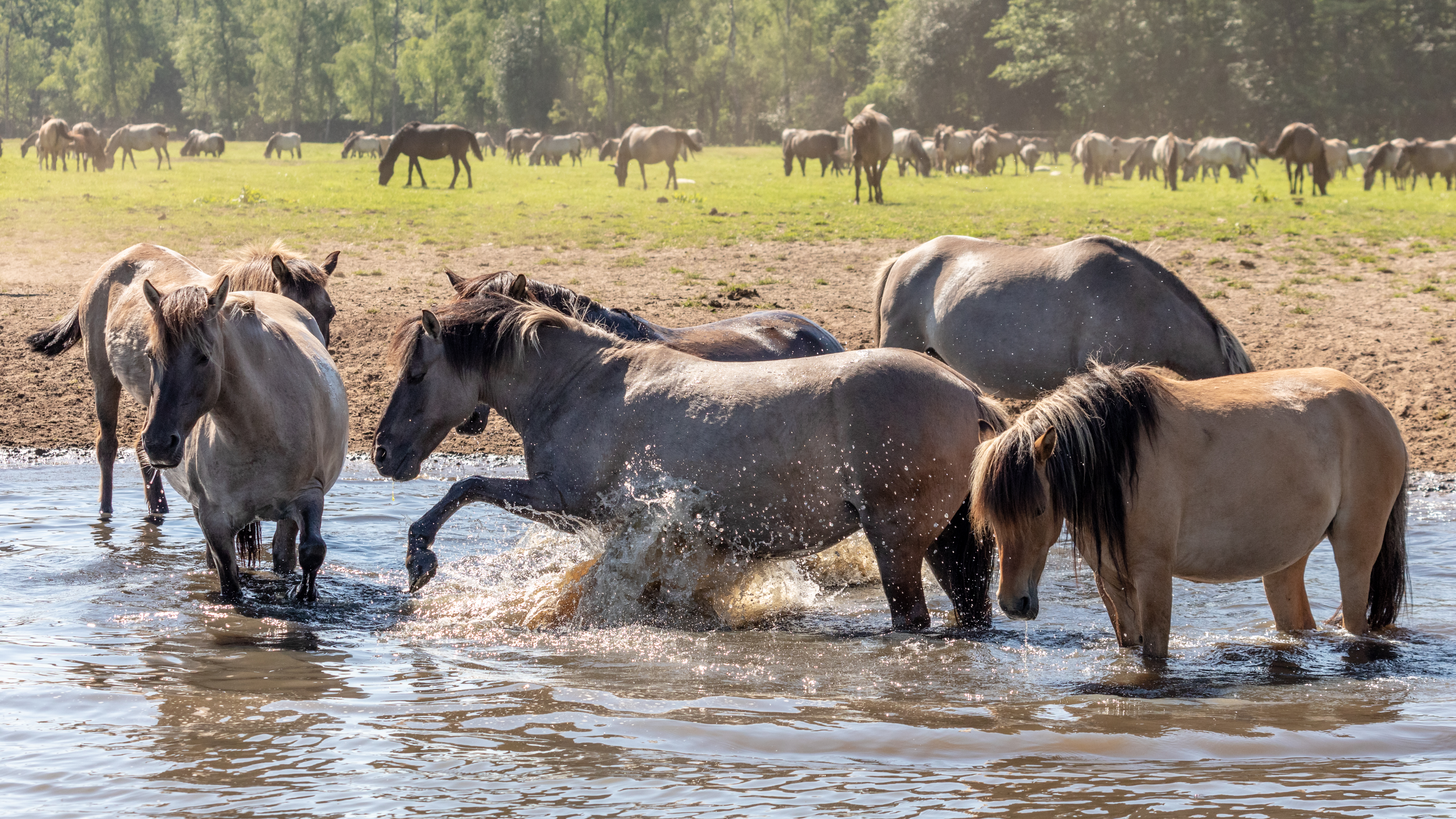
Dülmener Pferde im Merfelder Bruch

Die Dülmener Pferde leben – weitgehend vom Menschen unbeeinflusst – relativ frei und ganzjährig im Merfelder Bruch. Lediglich in strengen Wintern, wenn das Areal trotz seiner Größe nicht mehr ausreichend Nahrung bietet, werden sie dort zusätzlich mit Futter aus Heu, Stroh und eventuell auch Grassilage versorgt.
Die Herde selbst ist in Familienverbände aufgeteilt, die aus verwandten Stuten und ihren Fohlen bestehen und jeweils von einer Leitstute geführt werden.
Da die Dülmener geschützt vor allen potenziellen Fressfeinden leben, also alte und schwache Tiere nicht durch Jäger getötet werden, ist die häufigste Todesursache das Verhungern, denn alte Tiere können auf Grund der stark abgenutzten Zähne kaum noch Futter aufnehmen. In nasskalten Wintern kommt es jedoch auch vor, dass Fohlen und junge Stuten aufgrund der Witterung verenden.

## Bestandsregulierung und Zucht

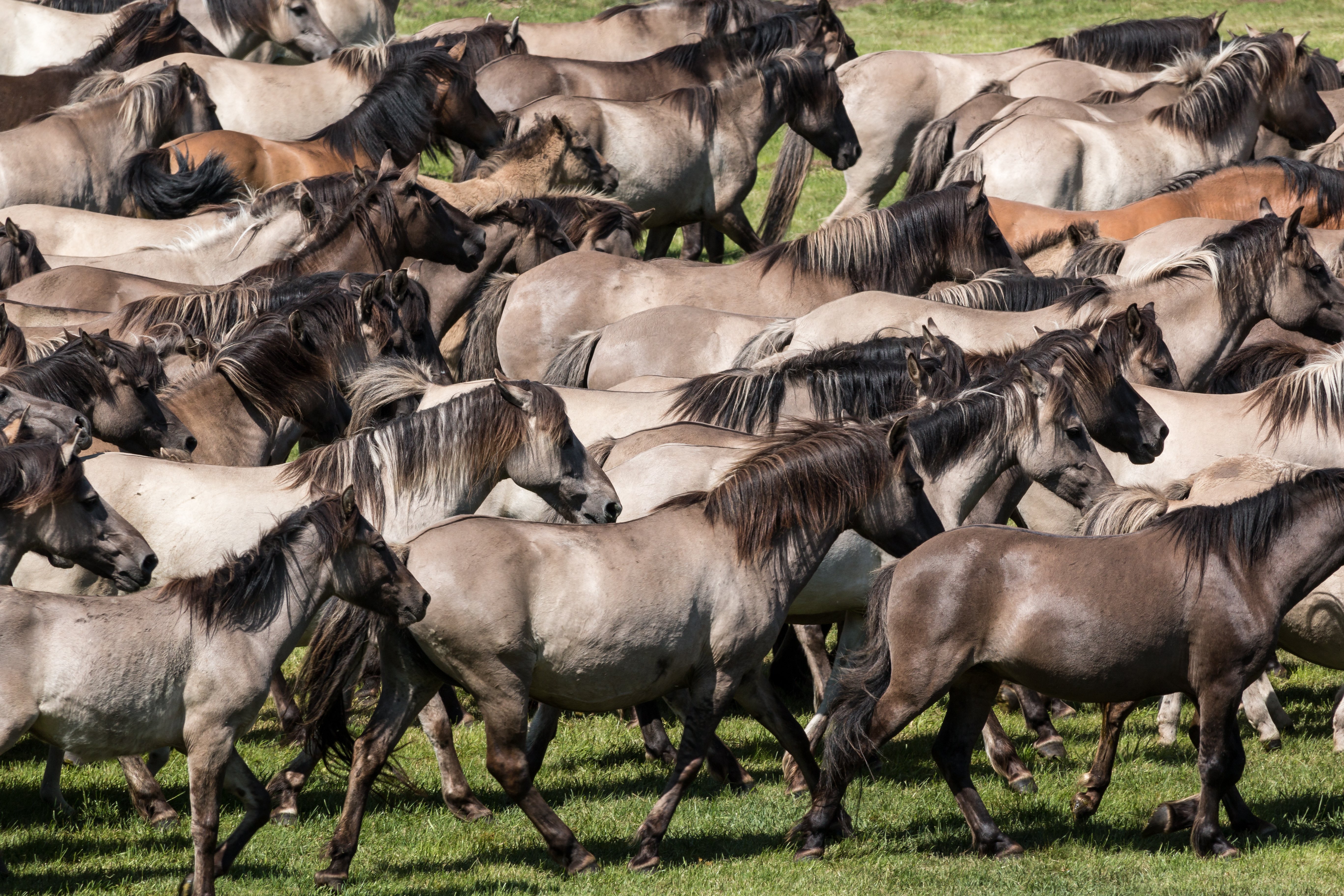
Dülmener Pferde beim Wildpferdefang 2014

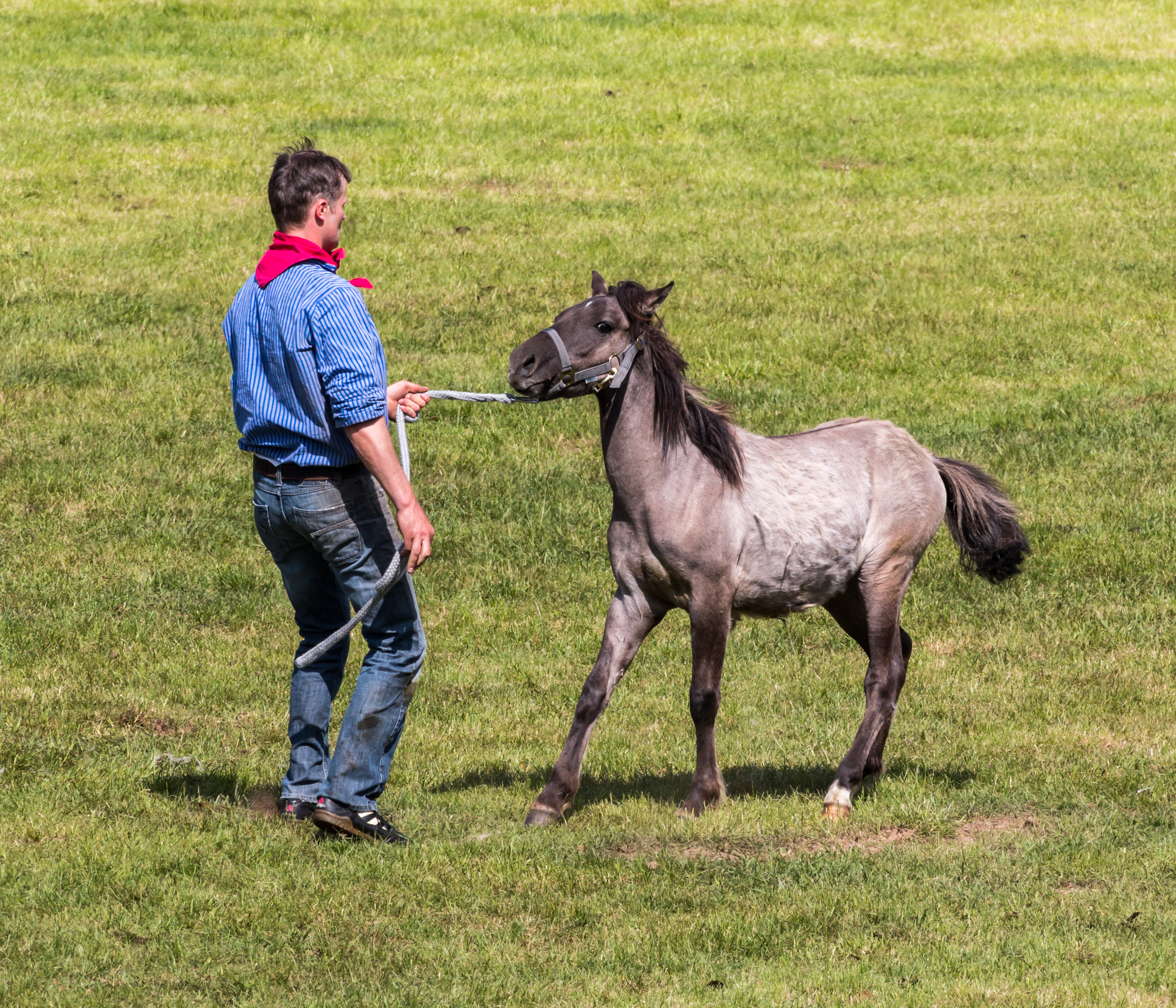
Eingefangener Jährling

Die Zucht ist aber streng geregelt, um diese Rasse möglichst unverändert und stabil zu erhalten. Dazu gehört, dass seit 1907 jeweils am letzten Samstag im Mai jedes Jahres die einjährigen Hengste bei einer viel besuchten Veranstaltung von Hand gefangen und versteigert werden, was auch der Bestandskontrolle sowie der Vermeidung von Inzucht und Rivalitäten dient. Im Jahr 2024 betraf dies rund 30 Junghengste, die vor circa 15.000 Zuschauern aus der Herde entnommen wurden. Tierschützer prangern den traditionellen Wildpferdefang an, da dieser großen Stress bei den Pferden auslöse.
Vereinzelt werden Stuten ebenfalls selektiert und verkauft, um die Population in den gewünschten Grenzen zu halten. Die westfälische Reitponyzucht basiert größtenteils auf dieser Ursprungsbasis. Heute sind nicht nur in Westfalen, sondern auch im Rheinland und in Hessen Dülmener Stuten eingetragen. Die Population ist jedoch nur klein.
Zwei Deckhengste werden jedes Jahr für ein bis zwei Wochen zu der Herde gelassen, um die Geburtstermine der Fohlen zu steuern. Jährlich werden etwa 70 bis 80 Fohlen im Merfelder Bruch geboren, für das Jahr 2025 wird mit 60 bis 70 Geburten gerechnet.
Im Merfelder Bruch leben derzeit rund 350 bis 400 Tiere. Bundesweit gibt es vereinzelte Bestände bei Privatpersonen. Bei der Deutschen Reiterlichen Vereinigung waren im Jahr 2024 acht Hengste, von denen drei gekört waren, sowie 41 Stuten eingetragen.

## Trivia

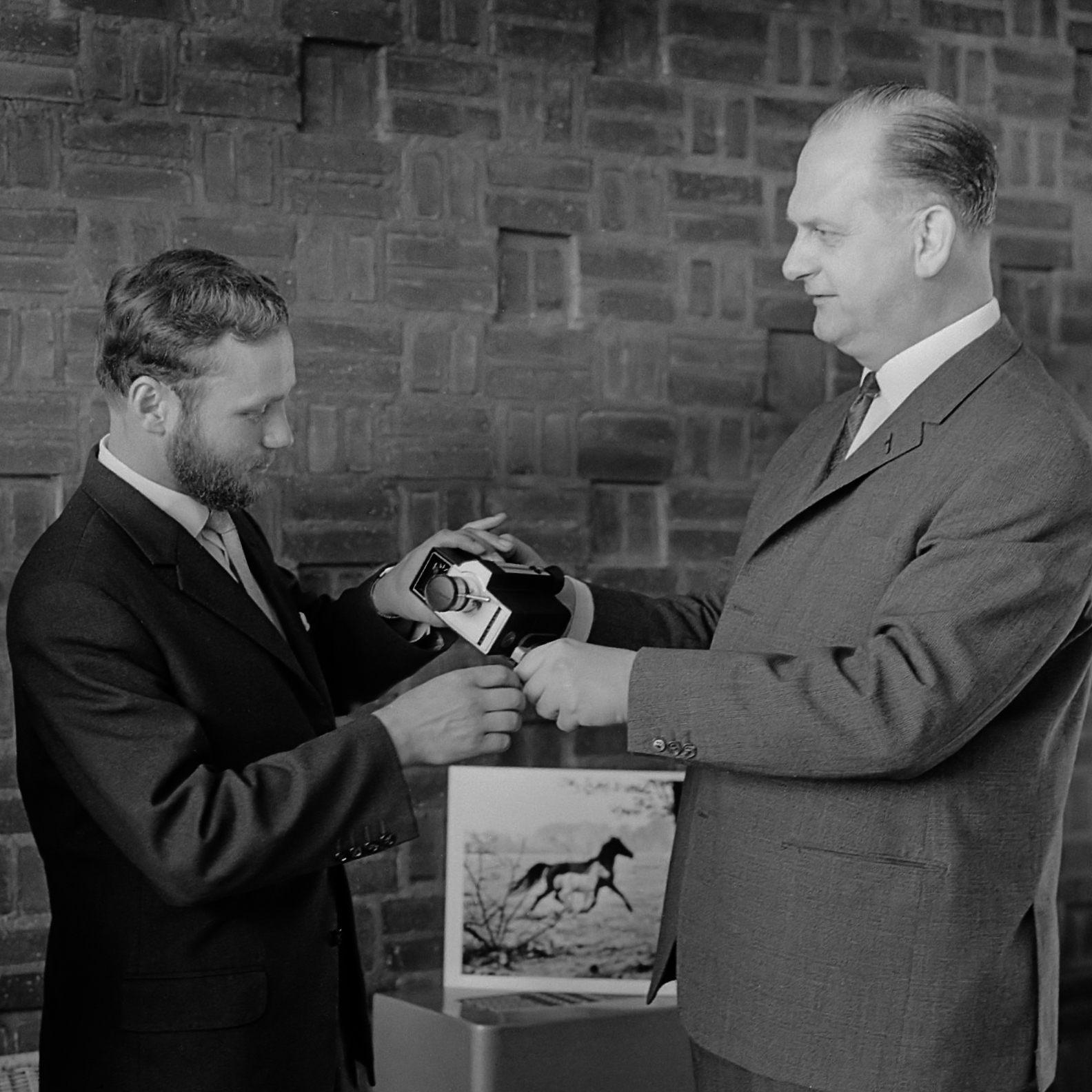
Peter Thomann mit seinem prämierten Foto „Stute mit Fohlen“ bei der Preisübergabe 1964

Ein Foto einer Dülmener Stute mit ihrem Fohlen, das dem Fotografen Peter Thomann während seiner Studentenzeit im Jahr 1963 in der Wildpferdebahn eher zufällig gelang, wurde 1964 mit dem World Press Photo Award ausgezeichnet (Kategorie Features und Publikumspreis). Es zeigt ein helles Fohlen an der Seite seiner Mutter, die sich dunkel hinter ihm abzeichnet. 1996 wurde das Bild als die am meisten kopierte Fotografie der Welt im Guinness-Buch der Rekorde geführt. Bis 2001 war das Foto Vorbild für die Abbildung zweier stilisierter Pferde auf den Nummernschildern des US-Bundesstaates Kentucky.